# Estigmene ceylonensis
Estigmene ceylonensis är en fjärilsart som beskrevs av George Francis Hampson 1901. Estigmene ceylonensis ingår i släktet Estigmene och familjen björnspinnare. Inga underarter finns listade i Catalogue of Life.